# Sminthopsis macroura
Sminthopsis macroura är en pungdjursart som först beskrevs av Gould 1845. Sminthopsis macroura ingår i släktet Sminthopsis och familjen rovpungdjur. IUCN kategoriserar arten globalt som livskraftig. Inga underarter finns listade.
Pungdjuret förekommer i stora delar av centrala Australien. Arten vistas där i torra busk- eller gräsmarker samt på jordbruksmark. I fångenskap hade honor vanligen två kullar per år med upp till åtta ungar per kull.

## Bildgalleri

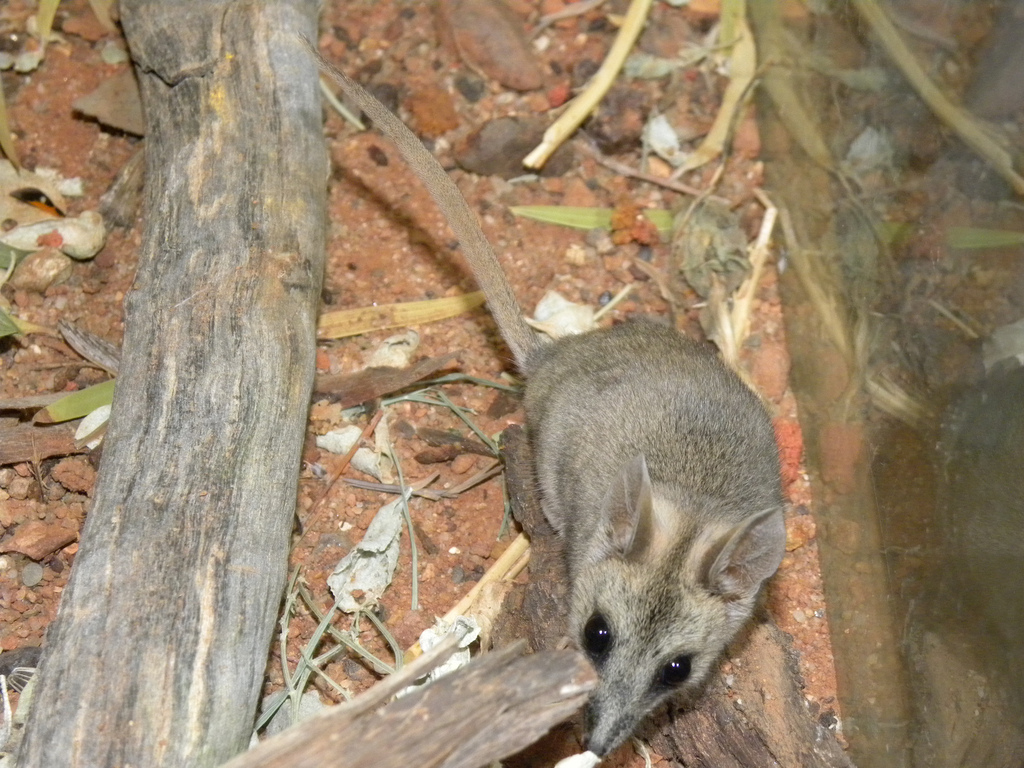